# Parennes
Parennes és un municipi francès situat al departament del Sarthe i a la regió de País del Loira. L'any 2007 tenia 543 habitants.

## Demografia

### Població
El 2007 la població de fet de Parennes era de 543 persones. Hi havia 210 famílies de les quals 48 eren unipersonals (28 homes vivint sols i 20 dones vivint soles), 63 parelles sense fills, 87 parelles amb fills i 12 famílies monoparentals amb fills.
La població ha evolucionat segons el següent gràfic:
Habitants censats

### Habitatges
El 2007 hi havia 237 habitatges, 208 eren l'habitatge principal de la família, 11 eren segones residències i 17 estaven desocupats. 233 eren cases i 3 eren apartaments. Dels 208 habitatges principals, 160 estaven ocupats pels seus propietaris, 45 estaven llogats i ocupats pels llogaters i 3 estaven cedits a títol gratuït; 14 tenien dues cambres, 34 en tenien tres, 67 en tenien quatre i 93 en tenien cinc o més. 153 habitatges disposaven pel capbaix d'una plaça de pàrquing. A 95 habitatges hi havia un automòbil i a 94 n'hi havia dos o més.

### Piràmide de població
La piràmide de població per edats i sexe el 2009 era:
| Homes | Edats   | Dones |
| ----- | ------- | ----- |
| 0     | 95 o +  | 0     |
| 0     | 90 a 94 | 4     |
| 4     | 85 a 89 | 8     |
| 4     | 80 a 84 | 0     |
| 8     | 75 a 79 | 8     |
| 8     | 70 a 74 | 4     |
| 20    | 65 a 69 | 8     |
| 16    | 60 a 64 | 16    |
| 8     | 55 a 59 | 20    |
| 16    | 50 a 54 | 8     |
| 16    | 45 a 49 | 12    |
| 20    | 40 a 44 | 12    |
| 12    | 35 a 39 | 8     |
| 12    | 30 a 34 | 16    |
| 4     | 25 a 29 | 8     |
| 20    | 20 a 24 | 12    |
| 12    | 15 a 19 | 12    |
| 4     | 10 a 14 | 16    |
| 8     | 5 a 9   | 8     |
| 8     | 0 a 4   | 12    |

## Economia
El 2007 la població en edat de treballar era de 311 persones, 227 eren actives i 84 eren inactives. De les 227 persones actives 198 estaven ocupades (116 homes i 82 dones) i 29 estaven aturades (13 homes i 16 dones). De les 84 persones inactives 30 estaven jubilades, 20 estaven estudiant i 34 estaven classificades com a «altres inactius».

### Ingressos
El 2009 a Parennes hi havia 206 unitats fiscals que integraven 538,5 persones, la mediana anual d'ingressos fiscals per persona era de 13.267 €.

### Activitats econòmiques
Dels 11 establiments que hi havia el 2007, 3 eren d'empreses de fabricació d'altres productes industrials, 2 d'empreses de construcció, 2 d'empreses de comerç i reparació d'automòbils, 2 d'empreses de transport, 1 d'una empresa d'hostatgeria i restauració i 1 d'una empresa classificada com a «altres activitats de serveis».
Dels 5 establiments de servei als particulars que hi havia el 2009, 1 era un taller de reparació d'automòbils i de material agrícola, 1 fusteria, 1 lampisteria, 1 perruqueria i 1 restaurant.
L'únic establiment comercial que hi havia el 2009 era una botiga de menys de 120 m².
L'any 2000 a Parennes hi havia 25 explotacions agrícoles que ocupaven un total de 1.176 hectàrees.

## Equipaments sanitaris i escolars
El 2009 hi havia una escola elemental.

## Poblacions més properes
El següent diagrama mostra les poblacions més properes.